# Scottish Ale
Scottish Ale é um estilo tradicional de cerveja originário da Escócia, conhecido por seu perfil maltado, teor alcoólico variado e sabor rico e adocicado. Este estilo é dividido em categorias baseadas na força, e versões mais fortes são frequentemente chamadas de Wee Heavy.

## História
As Scottish Ales surgiram na Escócia durante o século XVIII, quando as condições climáticas locais incentivaram o uso de maltes mais ricos e o uso moderado de lúpulo. O termo "Wee Heavy" tornou-se amplamente utilizado para descrever as versões mais fortes deste estilo.

## Características
As Scottish Ales possuem as seguintes características principais:
- Aparência: Cor âmbar profunda a castanho escuro, com espuma bege e densa.[2]
- Aroma: Predominância de malte, com notas de caramelo, toffee e frutos secos.[3]
- Sabor: Rico e doce, com destaque para o malte e leve amargor.[4]
- Teor alcoólico: Entre 3,5% e 10% ABV, dependendo da categoria.[2]
- Corpo: Encorpado, com textura suave e aveludada.[4]

## Subestilos
As Scottish Ales são classificadas em categorias baseadas na força original:
- 60/- (Light): A versão mais leve, com baixo teor alcoólico.
- 70/- (Heavy): Um pouco mais forte, com equilíbrio entre o dulçor do malte e leve amargor.
- 80/- (Export): Uma versão robusta, com teor alcoólico elevado.
- Wee Heavy: O subestilo mais forte, com alta graduação alcoólica e sabores ricos e complexos.[5]

## Comparação com Outros Estilos
Enquanto as Scottish Ales destacam-se pelo perfil maltado e adocicado, outros estilos britânicos, como as Bitters ou Pale Ales, têm um equilíbrio maior entre malte e lúpulo. Em comparação com as Porters ou Stouts, as Scottish Ales são menos torradas.

## Exemplos Notáveis
Algumas Scottish Ales e Wee Heavies reconhecidas incluem:
- Belhaven Scottish Ale
- Traquair House Ale
- McEwan’s Scotch Ale[6]

## No BJCP
O Beer Judge Certification Program (BJCP) classifica as Scottish Ales mais fortes como Wee Heavy na categoria 17C. Essas cervejas são descritas como maltadas, ricas e complexas, com alta graduação alcoólica.